# Adobe OnLocation
Adobe OnLocation (раніше Serious Magic DV Rack) - це програма для захоплення та моніторингу відео. Також вона дозволяє додавати метадані у відео. Розробка та продаж закінчилися 23 квітня 2012 року. Як заміна рекомендується Adobe Prelude.
Спочатку дане ПЗ розроблялося Serious Magic Inc. з вересня 2004. Потім дана компанія була поглинена корпорацією Adobe Systems в 2006 році. Зараз цей продукт не випускається в самостійному вигляді, він входить до складу Adobe Premiere Pro, Adobe Creative Suite Production Premium, Adobe Creative Suite Master Collection.